# Mohsen Kadivar

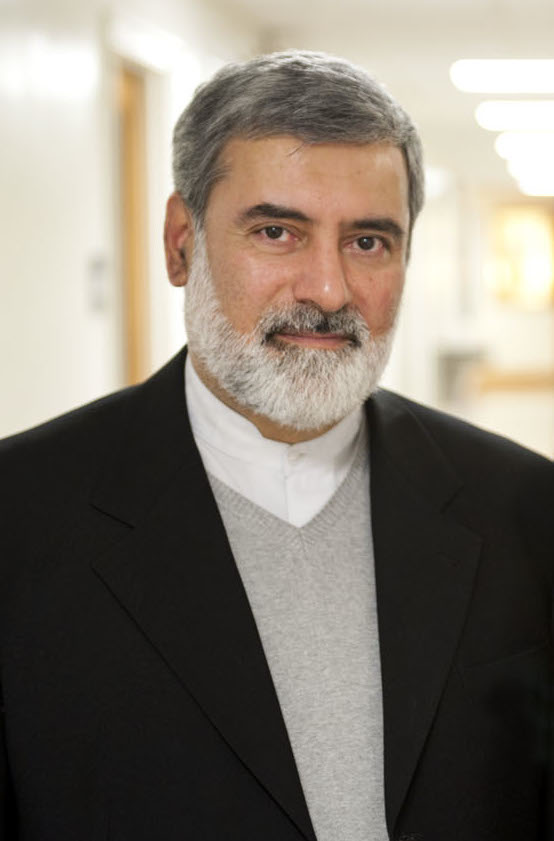
Mohsen Kadivar

Mohsen Kadivar (* 8. Juni 1959 in Fasa, Iran) ist ein schiitischer Geistlicher, Philosoph, Universitätslehrer, Schriftsteller und Reformgeistlicher.
Nach dem Abbruch des Studiums der Elektrotechnik in Schiras widmete er sich der Theologie, um in Ghom, auch unter Ajatollah Hossein Ali Montazeri, in den Fächern islamisches Recht (1997) und islamische Philosophie (1999) zu promovieren. Danach unterrichtete er am Lehrerkollegium in Qom.
Seine für das iranische Regierungssystem radikalen Ansichten hinsichtlich der zwei Lesarten des Koran brachten ihn Ende der 1990er Jahre in Konfrontation mit dem Regime. Am 27. Februar 1999 wurde er verhaftet, vor Gericht gestellt und für die Verbreitung von Lügen zu 18 Monaten Gefängnis verurteilt. Kadivar gilt momentan neben Hassan Yussefi Eshkevari als der profilierteste geistliche Kritiker des iranischen Systems.

## Öffentliche Stellungnahme
Kadivar bezeichnete 2004 den offiziellen Islam als eine der größten Barrieren für eine Demokratisierung. Der andere Islam wäre einer der wichtigsten Faktoren des Übergangs zur Demokratie in der iranischen Gesellschaft:
Es gibt keine andere Lösung als die Stärkung des anderen Islam.
Kadivar schlägt vor, die islamische Lehre in vier Abschnitte einzuteilen. Die ersten drei unveränderlichen Teile betreffen den Glauben an Gott und den Propheten, die Ethik, Moral und das Gebet. Der vierte Abschnitt betrifft die Regeln, die das Zusammenleben der Menschen organisieren: das Straf- und Handelsrecht etwa, die Beziehung von Mann und Frau, die Geschlechtergerechtigkeit und die Bekleidungsvorschriften. Diese Regeln seien veränderbar und müssten sich wandeln, weil sich auch die Zeitumstände wandeln.

## Forderung nach Absetzung des iranischen Staatsoberhaupts
In einem Brief an den Vorsitzenden des Expertenrats, Ali Akbar Hāschemi Rafsandschāni, forderte Kadivar die Absetzung des Revolutionsführers Ali Chamene’i. Kadivar begründet dies damit, dass das Staatsoberhaupt systematisch versucht habe, die Expertenversammlung an der Wahrnehmung ihrer Pflichten und Aufgaben zu hindern. Kadivar bezeichnete Chamene'i in dem offenen Brief als Despoten, der „sowohl die Gesetze und die Verfassung als auch die Rechte der Bürger eklatant missachtet und den Grundsätzen des Islam zuwidergehandelt habe“.

## Werke
Von neun erschienenen Büchern Kadivars handeln vier von politischer Theologie, darunter eine 1998 in Teheran erschienene bedeutende Abhandlung über
Die Theorien des Zustandes der schiitischen Rechtswissenschaft (Nazariyeh-haye Doulat dar Fiqh-h e Shi'eh)
Kadivar unterscheidet darin den Zustand der Schia in a)	vier zeitliche Typologien:
- Ernannte Vollmacht des Rechtsgelehrten in den religiösen Angelegenheiten (Schari'a) zusammen mit der Monarchie Vollmacht der muslimischen Machthaber in den weltlichen Angelegenheiten. Befürwortet: Mohammad Bagher Majlesi, Mirza-ye Ghomi, Seyed Kashfi, Scheich Fazlollah Nuri, Ajatollah Abdolkarim Haeri Yazdi.
- Allgemeine festgesetzte Vollmacht der Rechtsgelehrten. Befürwortet: Mullah Ahmad Naraghi, die Ajatollahs Hossein Borudscherdi, Mohammad Reza Golpayegani, Ruhollah Chomeini und Scheich Mohammad Hassan Najafi vor der iranischen Revolution.
- Allgemeine festgesetzte Vollmacht des Rates der Quelle der Nachahmung (Velayat-e faqih). Befürwortet: die Ajatollahs: Abdollah Javadi Amoli, Mohammad Beheschti, Taheri Khorram Abadi.
- Absolute festgesetzte Vollmacht des Rechtsgelehrten (Marja-e taqlid). Befürwortet: Ajatollah Chomeini nach der iranischen Revolution.

Und b) fünf demokratisch, mit göttlicher Legitimität behaftete Typologien:
- Konstitutioneller Status Quo, mit der Erlaubnis und der Überwachung von Jurisprudenz. Befürwortet: Esma'il Mahallati, die Ajatollahs: Mazandarani, Ali Tehrani, Tabataba'i, Khorasani, Na'ini
- Populäre Führung zusammen mit kanzleimäßiger Aufsicht. Fürsprecher: Ajatollah Muhammad Baqir as-Sadr
- Gewählte begrenzte Vollmacht der Jurisprudenz. Befürwortet: Ajatollah Motahhari und Montazeri
- Islamisch gewählter Status Quo. Befürwortet: Ajatollah Muhammad Baqir as-Sadr
- Kollektivregierung durch islamische Gelehrte. Befürwortet: Ajatollah Mehdi Ha'eri Yazdi